# Alberta Lee
Pour les articles homonymes, voir Lee.
Alberta Lee est une actrice américaine du cinéma muet, née le 21 mars 1860 à Cleveland, dans l'Ohio, et morte le 12 novembre 1928 à Los Angeles (Californie).

## Filmographie partielle
- 1915 : Le Lys et la Rose (The Lily and the Rose) de Paul Powell : rôle indéterminé
- 1916 : Children of the Feud de Joseph Henabery : Mrs Cavanagh
- 1917 : The Sudden Gentleman de Thomas N. Heffron : Mme Burns
- 1917 : The Fuel of Life de Walter Edwards : Mme Spalding
- 1918 : Alias Mary Brown de William C. Dowlan et Henri D'Elba : Mme Browning
- 1918 : Beyond the Shadows de James McLaughlin : Mme Du Bois
- 1918 : Closin' In de James McLaughlin : Mme Carlton
- 1918 : False Ambition de Gilbert P. Hamilton : Anna
- 1918 : Keith of the Border de Clifford Smith : Mme Murphy
- 1918 : Limousine Life de John Francis Dillon : Mme Wills
- 1918 : The Lonely Woman de Thomas N. Heffron : Mme Pendleton
- 1918 : Love's Pay Day de E. Mason Hopper : Marie Bretans
- 1919 : Ceux que les dieux détruiront (Whom the Gods Would Destroy) de Frank Borzage : rôle indéterminé
- 1919 : Prudence on Broadway de Frank Borzage : Mrs Ogilvie
- 1919 : The Red Viper de Jacques Tyrol : Mrs Hogan
- 1919 : Fiancé malgré lui (The Wishing Ring Man) de David Smith : la grand-mère Havenith
- 1920 : The Butterfly Man d'Ida May Park et Louis Gasnier : Mme Blynn
- 1921 : Live Wires d'Edward Sedgwick : Mme Harding
- 1921 : The Light in the Clearing de T. Hayes Hunter : tante Deel
- 1922 : The Little Minister de David Smith
- 1922 : Le Crime de Roger Sanders (Watch Your Step) de William Beaudine : Mrs. Weaver
- 1922 : Mamzelle sans nom (Nancy from Nowhere) de Chester M. Franklin